# Die Gezeichneten (pel·lícula)
Die Gezeichneten (en alemany Els estigmatitzats) és una pel·lícula muda alemanya del 1922 dirigida per Carl Theodor Dreyer, basada en la novel·la de 1918 Elsker hverandre (Estimeu-vos els uns als altres) d'Aage Madelung.

## Argument
A l'Imperi Rus a finals del segle xix, Hanne Liebe és una nena jueva que viu en un petit poble del Dnièper on està sotmesa a prejudicis racials, sobretot a l'escola russocristiana a la qual va.
Hanne-Liebe creix i en el seu darrer any a l'escola, s'enamora d'un noi rus, Sasha. Fedya, fill del seu veí, el ric i antisemita comerciant Suchowerski, amb qui jugava quan era petita, difon el rumor que tenen una aventura. Com a conseqüència, és expulsada de l'escola. La seva mare demana a una casamentària que li trobi un marit adequat, per tal de casar-la el més aviat possible. Revoltada per l'home que se li va presentar, Hanne-Liebe fuig a Sant Petersburg, per viure amb el seu germà Iàkov.
Iàkov, que va ser maleït pel seu pare quan es va convertir en cristià ortodox, ara és un advocat d'èxit. Està molt content de tornar a veure la seva germana, però la seva dona es nega a que visqui amb ells. Iàkov fa que ella visqui amb uns amics sense fills, els Florov, on és molt feliç. Sasha també viu a Sant Petersburg i s'ha incorporat a un dels cercles revolucionaris que estan florint en un context d'agitació social.
En una vetllada literària i política organitzada pels Florov, Hanne Liebe es retroba amb Sasha, que la presenta al seu amic Rylowitsch, un altre revolucionari. Iàkov el reconeix com un agent de la policia secreta i li demana a Sasha que vingui al seu despatx l'endemà per avisar-lo, però Sasha és arrestat el mateix vespre. Hanne Liebe, preocupada perquè Sasha no hagués vingut a la seva cita, va a buscar-lo i també és detinguda. Gràcies a Iàkov és alliberada, però només amb la condició que torni a la seva ciutat natal. A mesura que augmenta el malestar social, el cap de la policia secreta decideix fomentar alguns pogroms per reconduir el descontentament del poble cap als jueus. Rylowitsch vestit de monjo viatja pel país, despertant sentiments antijueus amb falsos rumors.
L'any 1905 es decideix una vaga general i la revolució s'estén pel país. El tsar ha de fer algunes concessions i adoptar el manifest d'octubre que concedeix nous drets civils i l'alliberament dels presos polítics. Iàkov, després d'haver assabentat que la seva mare s'està morint, torna a la seva ciutat natal, on Suchowerski i Rylowitsch estan ocupats fomentant l'hostilitat contra la població jueva.
Després d'una processó en honor al tsar, el poble encapçalat per Suchowerski i Rylowitsch asalta el gueto jueu, matant gent, saquejant les seves propietats i incendiant la sinagoga. Rylowitsch mata a Iàkov i Hanne-Liebe és perseguida per Fedya. Mentrestant, Sasha, que havia sortit de la presó, convenç els líders revolucionaris perquè el deixin utilitzar una locomotora per tornar a la seva ciutat natal on sent que Hanne Liebe està en perill. Arriba just a temps per rescatar-la de Fedya, a qui mata a trets. Hanne-Liebe i Sasha s'uneixen a la multitud de jueus que fugen de Rússia.

## Repartiment
- Polina Piekowskaja - Hanne-Liebe
- Wladimir Gaidarow - Jakow Segal
- Thorleif Reiss - Alexander Krasnow (Sasha)
- Adele Reuter-Eichberg - Mare de Hanne-Liebe
- Johannes Meyer - Rylowitsch
- Richard Boleslawski - Gawrik Suchowerski (Fedja)
- J.N. Douvan Tarzow - Suchowerski
- Sylvia Torf - Zipe, germana de Hanne-Liebe
- Hugo Döblin: Abraham, marit de Zipe
- Elisabeth Pinajeff: Manja
- Emmy Wyda: Anna Arkadjewna, mestra d'escola
- Tatjana Tarydina: Natalia Petrowna, mestra
- Friedrich Kühne: Cap de policia

## Producció
Aquesta és la primera pel·lícula dirigida per Dreyer a Alemanya. Va ser rodada prop de Berlín, a Groß Lichterfelde Ost, on es va construir una ciutat formada per 25 edificis diferents, amb una sinagoga i una església ortodoxa russa i els barris jueus separats.
Per tal de garantir l'autenticitat de la pel·lícula, Dreyer juntament amb l'escenògraf Jens Lind havien viatjat a Lublin a Polònia, on havia visitat el barri jueu. A més, alguns dels actors venien dels teatres de Moscou i per les escenes de multituds, es van emprar refugiats jueus reals de Rússia, alguns d'ells havien viscut personalment uns quinze anys abans d'esdeveniments similars al pogrom descrit a la pel·lícula.

## Conservació i restauració
La versió original alemanya es considera perduda, però s'ha trobat una versió amb intertítols en rus a la Cinematèca de Tolosa i, sobre aquesta base, es va crear una versió restaurada digitalment pel Det Danske Filminstitut l'any 2006. Es van crear nous intertítols sobre la base del guió original de Dreyer completat per una llista de censura sueca.